# Canton de Matha
Le canton de Matha est une circonscription électorale française située dans le département de la Charente-Maritime et la région Nouvelle-Aquitaine.

## Histoire
L'actuel canton de Matha est en fait le regroupement de deux anciens cantons créés lors de la Constituante en 1790. À l'est, il s'agissait du canton de Beauvais-sur-Matha et à l'ouest de celui de Matha.
L'ancien canton de Beauvais-sur-Matha regroupait une douzaine de communes et celui de Matha en avait un peu plus avec une quinzaine.
En 1801, à l'issue de la réforme napoléonienne, le canton de Beauvais-sur-Matha fut dissous et intégré (à l'exception de la commune de Chives, rattachée au canton d'Aulnay) à celui de Matha qui regroupa alors le plus grand nombre de communes du département de la Charente-Inférieure avec le nombre record de 27.
En 1818, Matha intégra les anciennes communes de Marestay et de Saint-Hérie, ce qui porta le nombre de communes du canton à 25. Depuis, il possède toujours le nombre record de communes en Charente-Maritime.
Un nouveau découpage territorial de la Charente-Maritime entre en vigueur en mars 2015, défini par le décret du 27 février 2014, en application des lois du 17 mai 2013 (loi organique 2013-402 et loi 2013-403). Les conseillers départementaux sont, à compter de ces élections, élus au scrutin majoritaire binominal mixte. Les électeurs de chaque canton élisent au Conseil départemental, nouvelle appellation du Conseil général, deux membres de sexe différent, qui se présentent en binôme de candidats. Les conseillers départementaux sont élus pour 6 ans au scrutin binominal majoritaire à deux tours, l'accès au second tour nécessitant 12,5 % des inscrits au 1er tour. En outre la totalité des conseillers départementaux est renouvelée. Ce nouveau mode de scrutin nécessite un redécoupage des cantons dont le nombre est divisé par deux avec arrondi à l'unité impaire supérieure si ce nombre n'est pas entier impair, assorti de conditions de seuils minimaux. En Charente-Maritime, le nombre de cantons passe ainsi de 51 à 27. 
Le canton de Matha est conservé mais remanié : il passe de 25 à 63 communes, issues des anciens cantons d'Aulnay (l'intégralité des 24 communes), de Loulay (4 communes), de Matha (l'intégralité des 25 communes) et de Saint-Jean-d'Angély (10 communes). Le bureau centralisateur est fixé à Matha. Il est entièrement inclus dans l'arrondissement de Saint-Jean-d'Angély.

## Géographie

### Le cadre géographique
Ce canton, situé dans la partie sud-est de l'arrondissement de Saint-Jean-d'Angély, possède un chef-lieu de canton, Matha, excentré dont l'origine coïncide avec celle de l'histoire.
Dans l'arrondissement de Saint-Jean-d'Angély, ce canton est limitrophe, au nord, de celui d'Aulnay, à l'ouest, de ceux de Saint-Jean-d'Angély et de Saint-Hilaire-de-Villefranche.
Au sud-ouest, le canton de Matha est limité par l'arrondissement de Saintes où il jouxte le canton de Burie.
À l'est et au sud, le canton de Matha jouxte le département de la Charente. Il voisine tout à l'est avec le canton d'Aigre qui fait partie de l'arrondissement de Confolens et, de l'est vers le sud, avec les cantons de Rouillac, Jarnac et de Cognac-Nord, tous situés dans l'arrondissement de Cognac.
Par sa superficie, il occupe le troisième rang en Charente-Maritime après les cantons d'Aulnay qui en est le plus étendu et de Montguyon.

### Le cadre physique
L'altitude du canton de Matha est dans son ensemble peu élevée avec une altimétrie moyenne de 64 mètres, mais elle fait paraître deux zones géographiques bien distinctes.
À l'ouest, la vaste dépression du Pays-Bas de Matha correspond au bassin hydrographique de l'Antenne dont l'altitude minimale est relevée dans la commune de Mons, avec seulement 14 mètres.
À l'est, l'altitude se relève assez fortement et culmine à 156 mètres dans la commune de Neuvicq-le-Château, en bordure du département voisin de la Charente. Elle correspond aux premières marches du Seuil du Poitou dont l'altitude s'élève plus au nord au contact du département des Deux-Sèvres.
Comme signalé précédemment, le canton de Matha est arrosé par l'Antenne qui en constitue la principale rivière et qui est un affluent de rive droite de la Charente, confluant en aval de Cognac.

## Représentation

### Conseillers d'arrondissement (de 1833 à 1940)
Le canton de Matha avait deux conseillers d'arrondissement.
| Période                                  | Période      | Identité                                            | Étiquette           | Qualité |
| ---------------------------------------- | ------------ | --------------------------------------------------- | ------------------- | --- |
| 1833                                     | 1839         | Jean Baptiste Lauvard (1791-1883)                   |                     | Juge de paix à Matha                                                                                        |
| 1833                                     | 1837 (décès) | Jean Baptiste Lotte (1777-1837)                     |                     | Propriétaire, maire des Touches-de-Périgny                                                                  |
| 1837                                     | 1842         | M. Cristin fils                                     |                     | Propriétaire à Matha                                                                                        |
| 1839                                     | 1842         | Jean François Alexandre Motheau                     |                     | Propriétaire à Cressé                                                                                       |
| 1842                                     | 1845         | Jean Jeune Bastard (1788-1860)                      |                     | Propriétaire à Haimps                                                                                       |
| 1842                                     | 1845         | Louis Adolphe Lotte (1804-1864, fils de J.B. Lotte) |                     | Notaire à Matha                                                                                             |
| 1845                                     | 1848         | Jean Isaac Boisnier                                 |                     | Maire de Cressé                                                                                             |
| 1845                                     | 1848         | François Gautier                                    |                     | Maire de Massac                                                                                             |
|                                          |              |                                                     |                     | |
| 1855                                     |              | Louis Adolphe Lotte                                 |                     | Notaire à Matha                                                                                             |
|                                          |              |                                                     |                     | |
| 1895                                     | 1919         | Jean Favraud                                        | Républicain radical | Maire de Bresdon, Président du Conseil d'arrondissement                                                     |
| 1895                                     | 1902 (décès) | Ferdinand Gaborit                                   | Républicain         | Maire de Mons                                                                                               |
| 14 décembre 1902                         | 1919         | Firmin Dussauze                                     | Républicain radical | Maire de La Brousse                                                                                         |
| 1919                                     | 1940         | Maurice Paranteau                                   | Radical             | Propriétaire, docteur en médecine, maire de Siecq                                                           |
| 1919                                     | 1940         | Oscar Gaborit                                       | Radical             | Propriétaire viticulteur, maire de Mons                                                                     |
| 1940                                     |              |                                                     |                     | Les conseils d'arrondissement ont été suspendus par la loi du 12 octobre 1940 et n'ont jamais été réactivés |
| Les données manquantes sont à compléter. |              |                                                     |                     | |

### Conseillers généraux de 1833 à 2015
| Période | Période          | Identité              | Étiquette                                                                  | Qualité |
| ------- | ---------------- | --------------------- | -------------------------------------------------------------------------- | --- |
| 1833    | 1839             | Pierre Christin       |                                                                            | Propriétaire, maire de Matha (1830-1838) |
| 1839    | 1871             | Jean-Baptiste Lauvard |                                                                            | Juge de paix, propriétaire à Matha, conseiller d'arrondissement                                                                                          |
| 1871    | 1876 (démission) | Auguste Bossay        |                                                                            | Propriétaire du château Maire de Matha (1871-1874 et 1877-1878)                                                                                          |
| 1876    | 1895             | Louis Roy de Loulay   | Appel au peuple (Bonapartiste) puis Union des droites puis Action libérale | Propriétaire Député (1876-1889 et 1898-1902) |
| 1895    | 1937             | Jean Coyrard          | Rad.                                                                       | Médecin Maire de Matha (1895-1896) Député (1912-1919) Sénateur (1921-1937)                                                                               |
| 1937    | 1938 (décès)     | Maxime Bourdeau       | Rad.                                                                       | Propriétaire agriculteur Maire de Matha (1935-1937) |
| 1938    | 1940             | Noé Lavergne          | SFIO                                                                       | Instituteur, Haimps |
|         |                  |                       |                                                                            | |
| 1943    | 1945             | Jean Leraud           | ?                                                                          | Maire de Beauvais-sur-Matha Nommé conseiller départemental en 1943                                                                                       |
|         |                  |                       |                                                                            | |
| 1945    | 1958             | Noé Lavergne          | SFIO                                                                       | Instituteur, Haimps |
| 1958    | 1976             | André Brugerolle      | DVD puis RI                                                                | Conseiller du commerce extérieur Député (1958-1978) Maire de Matha (1952-1979)                                                                           |
| 1976    | 1988             | Yves Olivré           | PS                                                                         | Agriculteur Maire de Brie-sous-Matha |
| 1988    | 2008             | James Rouger          | PS                                                                         | Enseignant Maire de Mons (1995-2015) Président de la Communauté de communes du Pays de Matha (1995-2014) Député-suppléant de Catherine Quéré (2007-2017) |
| 2008    | 2015             | Corinne Imbert        | DVD                                                                        | Pharmacienne Maire de Beauvais-sur-Matha depuis 2006 Vice-Présidente du Conseil Général                                                                  |

### Conseillers départementaux depuis 2015
| Période élective | Période élective | Mandat | Mandat   | Identité             | Nuance | Nuance | Qualité |
| ---------------- | ---------------- | ------ | -------- | -------------------- | ------ | ------ | --- |
| 2015             | 2021             | 2015   | 2021     | Corinne Imbert       |        | LR     | Pharmacienne Sénatrice, ancienne maire de Beauvais-sur-Matha (2006-2017) Rapporteure générale du budget                            |
| 2015             | 2021             | 2015   | 2021     | Jean-Marie Roustit   |        | DVD    | Conseiller municipal de Loulay jusqu'en 2020 Ancien conseiller général du Canton de Loulay Vice-Président du Conseil départemental |
| 2021             | 2028             | 2021   | en cours | Stéphane Chedouteaud |        | DVD    | Cadre de la fonction publique, maire d'Aulnay                                                                                      |
| 2021             | 2028             | 2021   | en cours | Corinne Imbert       |        | LR     | Conseillère sortante |

### Résultats détaillés

#### Élections de mars 2015
À l'issue du 1er tour des élections départementales de 2015, deux binômes sont en ballottage : Corinne Imbert et Jean-Marie Roustit (Union de la Droite, 48,5 %) et Frederic Orski et Severine Werbrouck (FN, 27,75 %). Le taux de participation est de 52,56 % (8 749 votants sur 16 647 inscrits) contre 50,08 % au niveau départemental et 50,17 % au niveau national.
Au second tour, Corinne Imbert et Jean-Marie Roustit (Union de la Droite) sont élus avec 68,02 % des suffrages exprimés et un taux de participation de 52,22 % (5 232 voix pour 8 693 votants et 16 647 inscrits).

#### Élections de juin 2021
Le premier tour des élections départementales de 2021 est marqué par un très faible taux de participation (33,26 % au niveau national). Dans le canton de Matha, ce taux de participation est de 37,21 % (6 019 votants sur 16 177 inscrits) contre 33,83 % au niveau départemental. À l'issue de ce premier tour, deux binômes sont en ballottage : Stéphane Chedouteaud et Corinne Imbert (DVD, 59,85 %) et Brigitte Minereau et Frédéric Orski (RN, 23,78 %).
Le second tour des élections est marqué une nouvelle fois par une abstention massive équivalente au premier tour. Les taux de participation sont de 34,3 % au niveau national, 34,56 % dans le département et 37,45 % dans le canton de Matha. Stéphane Chedouteaud et Corinne Imbert (DVD) sont élus avec 73,73 % des suffrages exprimés (4 081 voix pour 6 058 votants et 16 178 inscrits),,.

## Composition administrative

### Composition avant 2015

Situation du canton de Matha dans le département de la Charente-Maritime avant 2015.

Le canton de Matha regroupait vingt-cinq communes.
| Nom                    | Code Insee | Codepostal | Superficie (km2) | Population (dernière pop. légale) | Densité (hab./km2) |
| ---------------------- | ---------- | ---------- | ---------------- | --------------------------------- | ------------------ |
| Matha (chef-lieu)      | 17224      | 17160      | 19,08            | 2 205 (2012)                      | 116                |
| Bagnizeau              | 17029      | 17160      | 9,63             | 189 (2012)                        | 20                 |
| Ballans                | 17031      | 17160      | 6,94             | 217 (2012)                        | 31                 |
| Bazauges               | 17035      | 17490      | 8,28             | 140 (2012)                        | 17                 |
| Beauvais-sur-Matha     | 17037      | 17490      | 12,48            | 672 (2012)                        | 54                 |
| Blanzac-lès-Matha      | 17048      | 17160      | 9,42             | 339 (2012)                        | 36                 |
| Bresdon                | 17062      | 17490      | 16,67            | 255 (2012)                        | 15                 |
| Brie-sous-Matha        | 17067      | 17160      | 6,30             | 199 (2012)                        | 32                 |
| La Brousse             | 17071      | 17160      | 18,84            | 521 (2012)                        | 28                 |
| Courcerac              | 17126      | 17160      | 6,20             | 306 (2012)                        | 49                 |
| Cressé                 | 17135      | 17160      | 10,96            | 220 (2012)                        | 20                 |
| Gibourne               | 17176      | 17160      | 11,00            | 118 (2012)                        | 11                 |
| Gourvillette           | 17180      | 17490      | 8,01             | 105 (2012)                        | 13                 |
| Haimps                 | 17188      | 17160      | 18,47            | 470 (2012)                        | 25                 |
| Louzignac              | 17212      | 17160      | 6,13             | 153 (2012)                        | 25                 |
| Macqueville            | 17217      | 17490      | 11,21            | 302 (2012)                        | 27                 |
| Massac                 | 17223      | 17490      | 9,15             | 158 (2012)                        | 17                 |
| Mons                   | 17239      | 17160      | 15,63            | 443 (2012)                        | 28                 |
| Neuvicq-le-Château     | 17261      | 17490      | 15,14            | 355 (2012)                        | 23                 |
| Prignac                | 17290      | 17160      | 6,77             | 283 (2012)                        | 42                 |
| Saint-Ouen-la-Thène    | 17377      | 17490      | 7,01             | 122 (2012)                        | 17                 |
| Siecq                  | 17427      | 17490      | 11,66            | 218 (2012)                        | 19                 |
| Sonnac                 | 17428      | 17160      | 17,12            | 536 (2012)                        | 31                 |
| Thors                  | 17446      | 17160      | 5,55             | 441 (2012)                        | 79                 |
| Les Touches-de-Périgny | 17451      | 17160      | 21,56            | 560 (2012)                        | 26                 |

C'était le troisième canton le plus étendu de la Charente-Maritime mais c'était celui ayant le plus grand nombre de communes.

### Composition à partir de 2015
Le nouveau canton de Matha comprend soixante-trois communes entières.
| Nom                           | Code Insee | Intercommunalité                | Superficie (km2) | Population (dernière pop. légale) | Densité (hab./km2) | Modifier                                    |
| ----------------------------- | ---------- | ------------------------------- | ---------------- | --------------------------------- | ------------------ | ------------------------------------------- |
| Matha (bureau centralisateur) | 17224      | CC Vals de Saintonge Communauté | 19,08            | 2 202 (2022)                      | 115                | modifier les données · modifier les données |
| Antezant-la-Chapelle          | 17013      | CC Vals de Saintonge Communauté | 18,63            | 366 (2022)                        | 20                 | modifier les données · modifier les données |
| Asnières-la-Giraud            | 17022      | CC Vals de Saintonge Communauté | 18,64            | 980 (2022)                        | 53                 | modifier les données · modifier les données |
| Aulnay                        | 17024      | CC Vals de Saintonge Communauté | 30,97            | 1 359 (2022)                      | 44                 | modifier les données · modifier les données |
| Bagnizeau                     | 17029      | CC Vals de Saintonge Communauté | 9,63             | 179 (2022)                        | 19                 | modifier les données · modifier les données |
| Ballans                       | 17031      | CC Vals de Saintonge Communauté | 6,94             | 203 (2022)                        | 29                 | modifier les données · modifier les données |
| Bazauges                      | 17035      | CC Vals de Saintonge Communauté | 8,28             | 104 (2022)                        | 13                 | modifier les données · modifier les données |
| Beauvais-sur-Matha            | 17037      | CC Vals de Saintonge Communauté | 12,48            | 654 (2022)                        | 52                 | modifier les données · modifier les données |
| Blanzac-lès-Matha             | 17048      | CC Vals de Saintonge Communauté | 9,42             | 330 (2022)                        | 35                 | modifier les données · modifier les données |
| Blanzay-sur-Boutonne          | 17049      | CC Vals de Saintonge Communauté | 5,75             | 77 (2022)                         | 13                 | modifier les données · modifier les données |
| Bresdon                       | 17062      | CC Vals de Saintonge Communauté | 16,67            | 228 (2022)                        | 14                 | modifier les données · modifier les données |
| Brie-sous-Matha               | 17067      | CC Vals de Saintonge Communauté | 6,30             | 170 (2022)                        | 27                 | modifier les données · modifier les données |
| La Brousse                    | 17071      | CC Vals de Saintonge Communauté | 18,84            | 516 (2022)                        | 27                 | modifier les données · modifier les données |
| Cherbonnières                 | 17101      | CC Vals de Saintonge Communauté | 16,58            | 340 (2022)                        | 21                 | modifier les données · modifier les données |
| Chives                        | 17105      | CC Vals de Saintonge Communauté | 20,66            | 309 (2022)                        | 15                 | modifier les données · modifier les données |
| Coivert                       | 17114      | CC Vals de Saintonge Communauté | 14,78            | 196 (2022)                        | 13                 | modifier les données · modifier les données |
| Contré                        | 17117      | CC Vals de Saintonge Communauté | 12,32            | 136 (2022)                        | 11                 | modifier les données · modifier les données |
| Courcelles                    | 17125      | CC Vals de Saintonge Communauté | 6,77             | 454 (2022)                        | 67                 | modifier les données · modifier les données |
| Courcerac                     | 17126      | CC Vals de Saintonge Communauté | 6,20             | 311 (2022)                        | 50                 | modifier les données · modifier les données |
| Cressé                        | 17135      | CC Vals de Saintonge Communauté | 10,96            | 225 (2022)                        | 21                 | modifier les données · modifier les données |
| Dampierre-sur-Boutonne        | 17138      | CC Vals de Saintonge Communauté | 14,04            | 271 (2022)                        | 19                 | modifier les données · modifier les données |
| Les Éduts                     | 17149      | CC Vals de Saintonge Communauté | 8,05             | 58 (2022)                         | 7,2                | modifier les données · modifier les données |
| Les Églises-d'Argenteuil      | 17150      | CC Vals de Saintonge Communauté | 14,29            | 533 (2022)                        | 37                 | modifier les données · modifier les données |
| Fontaine-Chalendray           | 17162      | CC Vals de Saintonge Communauté | 18,86            | 224 (2022)                        | 12                 | modifier les données · modifier les données |
| Fontenet                      | 17165      | CC Vals de Saintonge Communauté | 10,27            | 392 (2022)                        | 38                 | modifier les données · modifier les données |
| Gibourne                      | 17176      | CC Vals de Saintonge Communauté | 11,00            | 103 (2022)                        | 9,4                | modifier les données · modifier les données |
| Le Gicq                       | 17177      | CC Vals de Saintonge Communauté | 5,97             | 119 (2022)                        | 20                 | modifier les données · modifier les données |
| Gourvillette                  | 17180      | CC Vals de Saintonge Communauté | 8,01             | 107 (2022)                        | 13                 | modifier les données · modifier les données |
| Haimps                        | 17188      | CC Vals de Saintonge Communauté | 18,47            | 452 (2022)                        | 24                 | modifier les données · modifier les données |
| Loiré-sur-Nie                 | 17206      | CC Vals de Saintonge Communauté | 14,40            | 284 (2022)                        | 20                 | modifier les données · modifier les données |
| Louzignac                     | 17212      | CC Vals de Saintonge Communauté | 6,13             | 172 (2022)                        | 28                 | modifier les données · modifier les données |
| Macqueville                   | 17217      | CC Vals de Saintonge Communauté | 11,21            | 296 (2022)                        | 26                 | modifier les données · modifier les données |
| Massac                        | 17223      | CC Vals de Saintonge Communauté | 9,15             | 183 (2022)                        | 20                 | modifier les données · modifier les données |
| Mons                          | 17239      | CC Vals de Saintonge Communauté | 15,63            | 446 (2022)                        | 29                 | modifier les données · modifier les données |
| Néré                          | 17257      | CC Vals de Saintonge Communauté | 29,97            | 667 (2022)                        | 22                 | modifier les données · modifier les données |
| Neuvicq-le-Château            | 17261      | CC Vals de Saintonge Communauté | 15,14            | 346 (2022)                        | 23                 | modifier les données · modifier les données |
| Paillé                        | 17271      | CC Vals de Saintonge Communauté | 12,44            | 327 (2022)                        | 26                 | modifier les données · modifier les données |
| Poursay-Garnaud               | 17288      | CC Vals de Saintonge Communauté | 5,22             | 312 (2022)                        | 60                 | modifier les données · modifier les données |
| Prignac                       | 17290      | CC Vals de Saintonge Communauté | 6,77             | 286 (2022)                        | 42                 | modifier les données · modifier les données |
| Rives de Boutonne             | 17268      | CC Vals de Saintonge Communauté | 21,17            | 422 (2022)                        | 20                 | modifier les données · modifier les données |
| Romazières                    | 17301      | CC Vals de Saintonge Communauté | 8,70             | 83 (2022)                         | 9,5                | modifier les données · modifier les données |
| Saint-Julien-de-l'Escap       | 17350      | CC Vals de Saintonge Communauté | 8,68             | 857 (2022)                        | 99                 | modifier les données · modifier les données |
| Saint-Mandé-sur-Brédoire      | 17358      | CC Vals de Saintonge Communauté | 23,21            | 298 (2022)                        | 13                 | modifier les données · modifier les données |
| Saint-Martial                 | 17361      | CC Vals de Saintonge Communauté | 4,07             | 110 (2022)                        | 27                 | modifier les données · modifier les données |
| Saint-Martin-de-Juillers      | 17367      | CC Vals de Saintonge Communauté | 8,38             | 152 (2022)                        | 18                 | modifier les données · modifier les données |
| Saint-Ouen-la-Thène           | 17377      | CC Vals de Saintonge Communauté | 7,01             | 137 (2022)                        | 20                 | modifier les données · modifier les données |
| Saint-Pardoult                | 17381      | CC Vals de Saintonge Communauté | 5,60             | 214 (2022)                        | 38                 | modifier les données · modifier les données |
| Saint-Pierre-de-Juillers      | 17383      | CC Vals de Saintonge Communauté | 17,59            | 347 (2022)                        | 20                 | modifier les données · modifier les données |
| Saint-Pierre-de-l'Isle        | 17384      | CC Vals de Saintonge Communauté | 6,43             | 268 (2022)                        | 42                 | modifier les données · modifier les données |
| Saint-Séverin-sur-Boutonne    | 17401      | CC Vals de Saintonge Communauté | 7,78             | 93 (2022)                         | 12                 | modifier les données · modifier les données |
| Saleignes                     | 17416      | CC Vals de Saintonge Communauté | 7,89             | 57 (2022)                         | 7,2                | modifier les données · modifier les données |
| Seigné                        | 17422      | CC Vals de Saintonge Communauté | 6,43             | 91 (2022)                         | 14                 | modifier les données · modifier les données |
| Siecq                         | 17427      | CC Vals de Saintonge Communauté | 11,66            | 213 (2022)                        | 18                 | modifier les données · modifier les données |
| Sonnac                        | 17428      | CC Vals de Saintonge Communauté | 17,12            | 503 (2022)                        | 29                 | modifier les données · modifier les données |
| Thors                         | 17446      | CC Vals de Saintonge Communauté | 5,55             | 470 (2022)                        | 85                 | modifier les données · modifier les données |
| Les Touches-de-Périgny        | 17451      | CC Vals de Saintonge Communauté | 21,56            | 544 (2022)                        | 25                 | modifier les données · modifier les données |
| Varaize                       | 17459      | CC Vals de Saintonge Communauté | 20,48            | 545 (2022)                        | 27                 | modifier les données · modifier les données |
| Vervant                       | 17467      | CC Vals de Saintonge Communauté | 5,62             | 244 (2022)                        | 43                 | modifier les données · modifier les données |
| La Villedieu                  | 17471      | CC Vals de Saintonge Communauté | 22,27            | 203 (2022)                        | 9,1                | modifier les données · modifier les données |
| Villemorin                    | 17473      | CC Vals de Saintonge Communauté | 10,67            | 125 (2022)                        | 12                 | modifier les données · modifier les données |
| Villiers-Couture              | 17477      | CC Vals de Saintonge Communauté | 8,37             | 108 (2022)                        | 13                 | modifier les données · modifier les données |
| Vinax                         | 17478      | CC Vals de Saintonge Communauté | 9,19             | 67 (2022)                         | 7,3                | modifier les données · modifier les données |
| Canton de Matha               | 1711       |                                 | 770,35           | 21 068 (2022)                     | 27                 | modifier les données                        |

## Démographie

### Démographie avant 2015
| 1962   | 1968   | 1975   | 1982   | 1990  | 1999  | 2006  | 2011  | 2012  |
| ------ | ------ | ------ | ------ | ----- | ----- | ----- | ----- | ----- |
| 11 243 | 10 801 | 10 542 | 10 014 | 9 465 | 9 126 | 9 443 | 9 500 | 9 527 |

#### Un canton fortement marqué par l'exode rural
Après avoir enregistré une baisse démographique continuelle depuis le recensement de 1962, le canton de Matha voit sa population croître assez sensiblement entre 1999 et 2007 au point de dépasser son niveau démographique de 1990. Ce revirement de situation est essentiellement dû à un fort courant migratoire positif où, sur les 25 communes qui composent ce canton, 17 enregistrent une nette croissance démographique.
Cependant, cette situation somme toute favorable ne doit pas faire illusion car elle ne s'inscrit pas dans la durée. Il s'agit d'une situation temporaire. Si le canton de Matha est passé depuis le recensement de 1990 sous la barre des 10 000 habitants, il y a peu de probabilités qu'il franchisse de nouveau ce seuil symbolique. Deux problèmes importants affectent en effet le canton, d'une part, celui du fort vieillissement de la population cantonale et, d'autre part, celui des graves problèmes inhérents au rural profond (fermeture d'écoles, sous-équipement administratif, sous-équipement médical) qui finissent par exercer à terme un effet répulsif pour l'installation de nouveaux habitants, en particulier les jeunes ménages.

#### Un canton peu densément peuplé
Si, par sa population, il occupe le deuxième rang dans l'arrondissement de Saint-Jean-d'Angély, se situant après le canton de Saint-Jean-d'Angély, il s'agit en fait d'un canton faiblement peuplé.
En effet, sa densité de population qui est de 33 hab./km2 demeure inférieure à celle de son arrondissement qui est de 36 hab./km2. Il appartient au secteur démographiquement déprimé de la Charente-Maritime où sa densité de population est deux fois et demie inférieure à celle du département qui est de 88 hab./km2 en 2007.
Seule Matha avec 112 hab./km2 a une densité de population nettement supérieure à celle de son canton et de son arrondissement, et même à celle de la Charente-Maritime, mais le chef-lieu de canton est en crise urbaine depuis les années 1980.

#### Matha, une commune potentielle de la couronne résidentielle de Cognac
Le chef-lieu de canton de Matha aurait pu jouer un certain rôle d'entraînement auprès de son canton mais il est confronté, comme à l'échelle de sa micro-région, au phénomène rédhibitoire du vieillissement accéléré de sa population. Ce problème qui freine à terme les potentialités du développement économique, en dépit du dynamisme certain de la population du troisième âge qui constitue le groupe social et démographique le plus important de la commune, va aller en s'accentuant.
La stagnation démographique de Matha est un indicateur préoccupant de son avenir. Cette commune a perdu une importante part de sa population entre 1982 et 1990 et, depuis cette date, se maintient difficilement au-dessus des 2 000 habitants. Elle a même perdu son statut de commune urbaine au recensement de 1999, après avoir enregistré une nouvelle baisse de sa population entre 1990 et 1999.
Matha passera probablement sous le seuil symbolique des 2 000 habitants dès la fin de la décennie à venir, à moins qu'elle ne se transforme en une commune résidentielle de la zone d'influence urbaine de Cognac dont la ville centre n'est distante que de 23 kilomètres. L'aire urbaine de Cognac qui "déborde" déjà en Charente-Maritime, pourrait s'étendre jusqu'aux portes de Matha si Cognac retrouvait les bases d'un réel dynamisme urbain et économique.

### Démographie depuis 2015
En 2022, le canton comptait 21 068 habitants, en évolution de −1,33 % par rapport à 2016 (Charente-Maritime : +4,04 %, France hors Mayotte : +2,11 %).
| 2013   | 2018   | 2022   |
| ------ | ------ | ------ |
| 21 588 | 21 066 | 21 068 |